# (225250) Georgfranziska
(225250) Georgfranziska ist ein Asteroid des inneren Hauptgürtels, der sich zwischen Mars und Jupiter befindet.
Er wurde am 30. August 2009 von den deutschen Amateurastronomen Stefan Karge und Ute Zimmer von der Hans-Ludwig-Neumann-Sternwarte (IAU-Code B01) auf dem Kleinen Feldberg im Taunus aus entdeckt. Die Sternwarte befindet sich am Standort des Taunus-Observatoriums.
Der Asteroid wurde am 12. Oktober 2011 zu Ehren von Georg (1835–1902) und Franziska Speyer (1844–1909) benannt. Das Bankiersehepaar gründete neben anderem sozialen Engagement die Georg und Franziska Speyer’sche Studienstiftung, die 1949 als Georg und Franziska Speyer’sche Hochschulstiftung wieder gegründet wurde. Die Stiftung unterstützt die Universität Frankfurt und das angegliederte Taunus-Observatorium.